# Cerbaris torquatus
Cerbaris torquatus är en svampdjursart som beskrevs av Topsent 1898. Cerbaris torquatus ingår i släktet Cerbaris och familjen Bubaridae.
Artens utbredningsområde är havet kring Azorerna. Inga underarter finns listade i Catalogue of Life.